# Ранчо-Нуэво
Ранчо-Нуэво (исп. Rancho Nuevo) — посёлок в восточной части Мексики, на территории штата Веракрус. Входит в состав муниципалитета Наранхос-Аматлан.

## Географическое положение
Ранчо-Нуэво расположен в северо-восточной части штата, к югу от реки Танкочин, на расстоянии приблизительно 210 километров к северо-северо-западу (NNW) от города Халапа-Энрикеса, административного центра штата. Абсолютная высота — 87 метров над уровнем моря.

## Население
Согласно данным, полученным в ходе проведения официальной переписи 2005 года, в посёлке проживало 674 человека (354 мужчины и 320 женщин). Насчитывалось 142 дома. По возрастному диапазону население распределилось следующим образом: 45,5 % — жители младше 18 лет, 46,5 % — между 18 и 59 годами и 8 % — в возрасте 60 лет и старше. Уровень грамотности среди жителей старше 15 лет составлял 94,1 %.
По данным переписи 2010 года, численность населения Ранчо-Нуэво составляла 781 человек. Динамика численности населения посёлка по годам:
| 2000 | 2005 | 2010 |
| ---- | ---- | ---- |
| 597  | 674  | 781  |